# Composición alfa

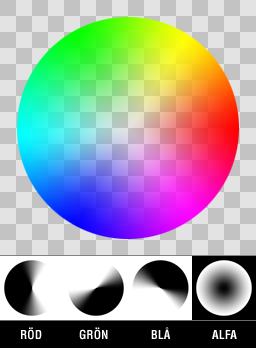
En esta rueda de color, el canal alfa disminuye progresivamente en los píxeles más cercanos al centro.

En computación gráfica, la composición alfa o canal alfa es la que define la opacidad de un píxel en una imagen. El canal alfa actúa como una máscara de transparencia que permite, de forma virtual, componer (mezclar capas) imágenes o fondos opacos con imágenes con un cierto grado de transparencia. 
Así, en un formato de imagen que admita transparencia, a los tres canales de color básicos RGB que definen la cantidad de rojo, verde y azul respectivamente del píxel, se añade un cuarto canal, el alfa, que define el grado de opacidad de ese píxel. 
La presencia del canal alfa es una de las ventajas del formato de imagen PNG frente a otros como el JPEG, el cual no posee información alfa, y, por tanto, no admite transparencias. Antes de la creación de este canal, y cuando no había ordenadores, en fotografía y en el cine se empleaban máscaras físicas (recortadas o pintadas) que tapaban las partes de la imagen que no se debían exponer a la luz y que servían para generar una segunda exposición controlada que permitiera componer dentro de la película elementos que no estaban presentes en la primera exposición o rodaje. También se utilizaba habitualmente la técnica de pintar imágenes sobre fondos transparentes, como acetatos o vidrios. Con la creación de sistemas informáticos, el canal alfa resolvió la necesidad de recrear esta transparencia que permitiera fotocomponer varias capas.

## Descripción

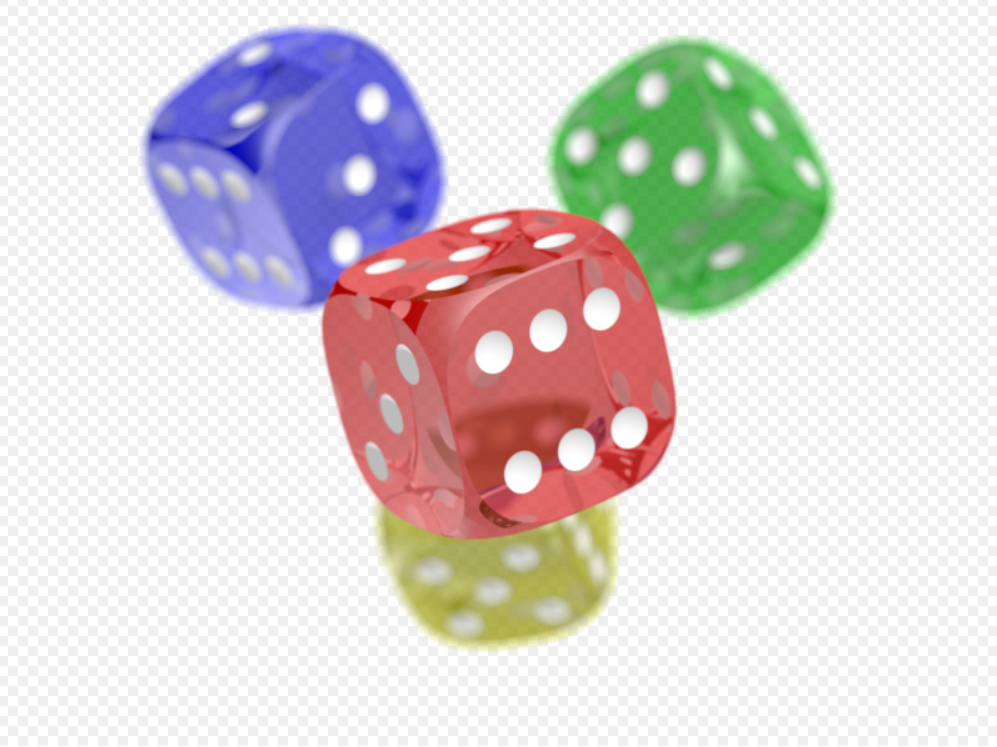
Imagen con canal alfa sobre un fondo cuadriculado

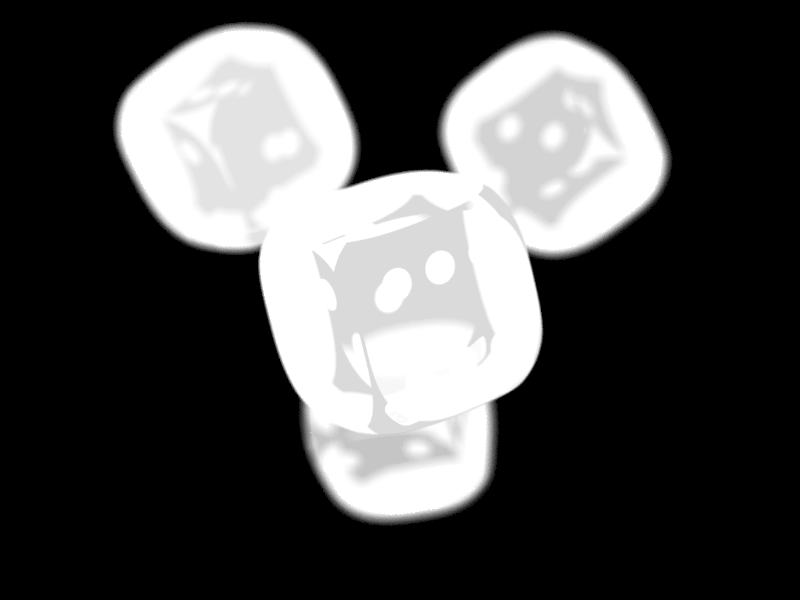
Representación del canal alfa de la imagen anterior. El color negro representa transparencia, y el blanco, opacidad.

Partiendo del modelo RGB y los tres canales que lo componen, se creó un cuarto canal que definía la transparencia, el canal alfa. Los programas de edición de imágenes o de tratamiento de imágenes, pues, y solo en algunos formatos de imágenes (TGA, PSD, TIFF, ... pero no JPG, por ejemplo), muestran cuatro canales para definir una imagen: RGBA (rojo, verde, azul y alfa), normalmente hablamos de imágenes con una profundidad de color de 24 bits, más 8 bits para el canal alfa, es decir, imágenes de 32 bits. El cuarto canal, el alfa, solo aparece si se ha generado previamente, bien mediante algún proceso informático, bien manualmente.
El concepto de canal alfa fue introducido a finales de la década de los 70 por Alvy Ray Smith, y fue implementado completamente en 1984 por Thomas Porter y Tom Duff. Con respecto al canal alfa, al igual que en los otros tres canales, la variable oscila, si trabajamos en números enteros entre 0 y 255, entre 00 y FF si trabajamos en hexadecimal, o entre 0 y 1 si trabajamos con números en coma flotante, donde 0 significa que el píxel no tiene ninguna opacidad y por tanto es completamente transparente y 1 significa que el píxel es completamente opaco y, por tanto, carece de transparencia alguna.
Así, por ejemplo, suponiendo que el color del píxel se expresa utilizando una tupla RGBA en coma flotante, en la que '1' representa el valor máximo y '0' el valor mínimo, un píxel con los valores 0.0, 1, 0.0, 0.5 implicaría un píxel de color verde puro y con un 50% de opacidad.